# Ганновер
Ганно́вер (нем. Hannover [haˈnoːfɐ], н.-нем. Hannober) — административный центр и самый крупный город Нижней Саксонии, земли Федеративной Республики Германии.

## Общая информация
- Порт на реке Лайне и Среднегерманском канале.
- Международный аэропорт.
- Ежегодные промышленные ярмарки, крупнейшей из которых является Hannover Messe

Расстояние до Северного моря составляет 160 км, до Балтийского моря — 200 км. От Берлина Ганновер удалён на 292 км на запад.
Ганновер лежит на стыке Люнебургской пустоши и гористого массива Везербергланд на юге. Наивысшая точка: гора Кронсберг — 118 м.
Многолетняя средняя годовая температура — 8,7 °C, выпадает 644 мм осадков.
34,1 % площади города занимают постройки, 15,5 % — коммуникации, дороги, 11,4 % — леса, 14,7 % — другие зелёные насаждения, 15,8 % — сельскохозяйственные угодия и сады.

## Население
Численность населения Ганновера составляет 535 932 жителя по состоянию на 31 декабря 2021 года
| Население Ганновера по годам | Население Ганновера по годам | Население Ганновера по годам | Население Ганновера по годам | Население Ганновера по годам | Население Ганновера по годам |
| 1190                         | 1350                         | 1435                         | 1766                         | 1811                         | 1848                         |
| ---------------------------- | ---------------------------- | ---------------------------- | ---------------------------- | ---------------------------- | ---------------------------- |
| 1500                         | ↗4000                        | ↗5000                        | ↗11 874                      | ↗16 816                      | ↗28 233                      |
| 1871                         | 1880                         | 1890                         | 1900                         | 1910                         | 1920                         |
| ↗87 626                      | ↗122 843                     | ↗163 593                     | ↗235 666                     | ↗302 375                     | ↗400 300                     |
| 1930                         | 1940                         | 1950                         | 1961                         | 1970                         | 1980                         |
| ↗445 200                     | ↗474 800                     | ↘444 296                     | ↗574 481                     | ↘522 098                     | ↗534 623                     |
| 1987                         | 1995                         | 2001                         | 2011                         | 2012                         | 2014                         |
| ↘494 864                     | ↗523 147                     | ↘516 415                     | ↘509 485                     | ↗514 137                     | ↗523 642                     |
| 2015                         | 2016                         | 2017                         | 2018                         | 2021                         |                              |
| ↗532 163                     | ↗532 864                     | ↗535 061                     | ↗538 068                     | ↘535 932                     |                              |

## Климат
| Показатель                    | Янв.  | Фев.  | Март  | Апр. | Май  | Июнь | Июль | Авг. | Сен. | Окт. | Нояб. | Дек.  | Год   |
| ----------------------------- | ----- | ----- | ----- | ---- | ---- | ---- | ---- | ---- | ---- | ---- | ----- | ----- | ----- |
| Абсолютный максимум, °C       | 15,7  | 18,3  | 24,4  | 29,7 | 32,2 | 33,9 | 35,8 | 38,0 | 33,0 | 26,7 | 20,6  | 16,3  | 38,0  |
| Средний суточный максимум, °C | 4,1   | 4,9   | 8,9   | 14,0 | 18,6 | 21,0 | 23,6 | 23,3 | 18,9 | 13,7 | 8,1   | 4,5   | 13,6  |
| Средняя температура, °C       | 1,6   | 1,9   | 5,0   | 8,9  | 13,4 | 16,0 | 18,4 | 17,9 | 14,1 | 9,9  | 5,5   | 2,3   | 9,6   |
| Средний суточный минимум, °C  | −1    | −1,1  | 1,4   | 3,9  | 7,9  | 10,9 | 13,3 | 13,0 | 10,0 | 6,5  | 2,9   | −0,1  | 5,6   |
| Абсолютный минимум, °C        | −24,8 | −24,3 | −18,3 | −7,4 | −3,2 | 0,3  | 3,3  | 3,3  | −1,3 | −7,9 | −17,1 | −20,9 | −24,8 |
| Источник: Погода и Климат     |       |       |       |      |      |      |      |      |      |      |       |       |       |

## История
- 1150 год — первое документированное упоминание о Ганновере.
- 1215 — первое упоминание о замке Лауенроде как о недавно построенном на левом (западном) берегу реки Лайне, напротив Ганновера, и выбранном в качестве резиденции Конрадом II Роденским (сыном Конрада I Роденского — близкого последователя вельфского герцога Генриха Льва).
- 1241 — городу дано Магдебургское право.
- 1256 — городской совет основывает госпиталь Святого Духа.
- 1526 — впервые сварен сорт популярного местного светлого пива.
- 1533 — Реформация. Католический церковный совет бежит в Хильдесхайм. Население города до середины XIX века исповедует исключительно лютеранство.
- 1626 — треть населения Ганновера становится жертвой чумы.
- 1636 — герцог Георг фон Каленберг, выбравший Ганновер в качестве своей резиденции, строит новый комплекс оборонительных сооружений.

Герцог Иоганн-Фридрих (1665—1679) закладывает сад в Херренхаузене и поручает Лейбницу (1676) руководство основанной им библиотекой.
Преемник Иоганна-Фридриха Эрнст-Август (1679—1698) получает титул курфюрста Священной Римской империи. Ганновер становится столицей герцогства Брауншвейг-Люнебург.
- 1701 — княжна Софи (Kurfürstin Sofie) объявлена наследницей престола Великобритании.
- 1714 — курфюрст Георг-Людвиг (1698—1727) объявлен под именем Георга Первого королём Великобритании. Установление личной унии с Великобританией, которая просуществовала до 1837 года.
- 1732 — «Wöchentliche hannoversche Intelligenz-Zettel» — первый газетный выпуск в Ганновере.

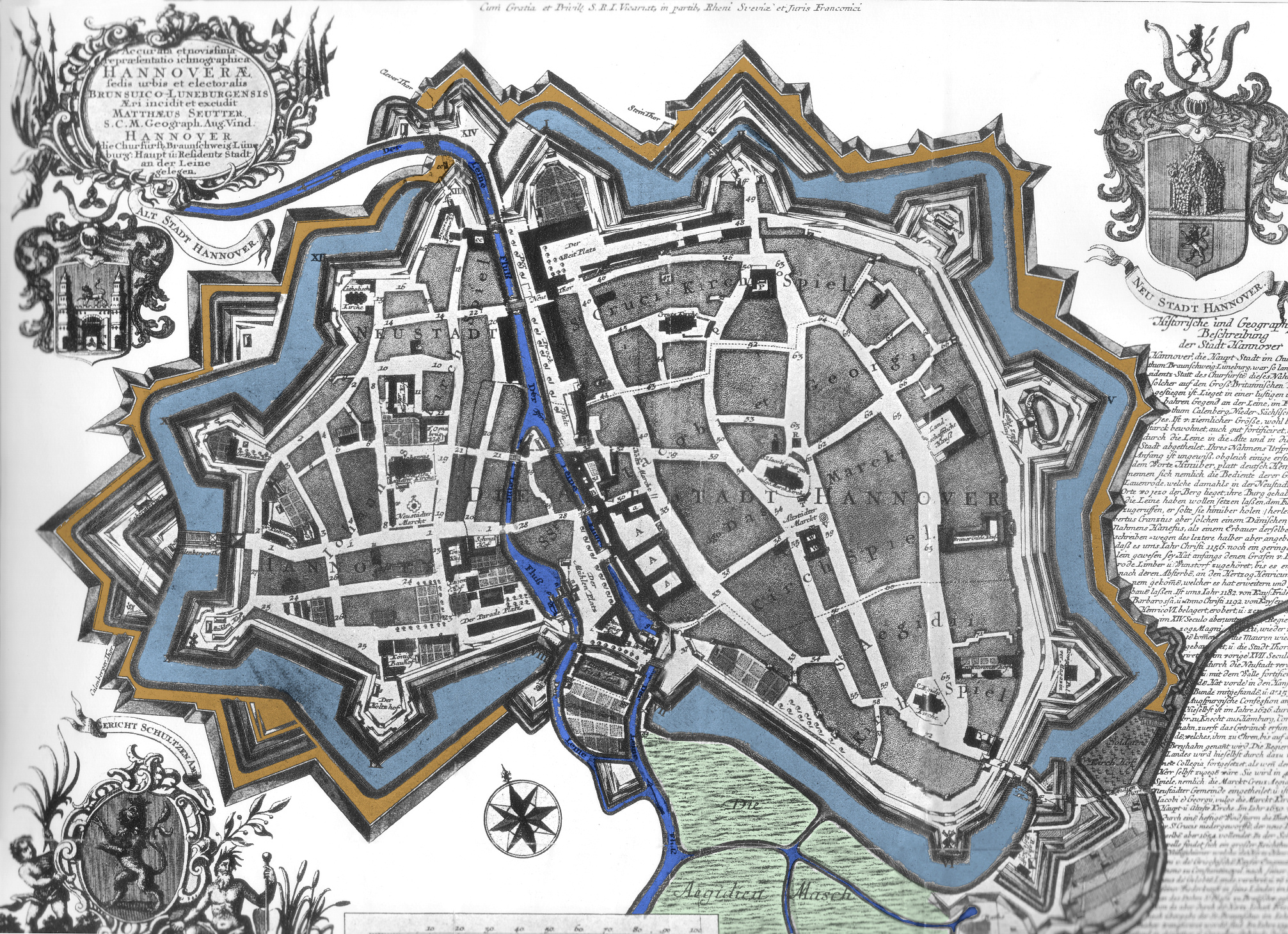

- 1788 — выходит книга «Об обращении с людьми» («Über den Umgang mit Menschen») писателя эпохи просвещения А. фон Книггеса.
- 1790 — воздухоплаватель Бланшар получает от магистрата звание почётного гражданина города за его демонстрацию полёта на воздушном шаре.
- 1803 — начало десятилетней оккупации Ганновера французскими войсками. Некоторое время город входит в состав королевства Вестфалия, где правит брат Наполеона Жером Бонапарт.

В 1719 году были присоединены герцогства Бремен и Верден, в 1803 году — Оснабрюк, в 1814—1815 годах — Восточная Фрисландия, Хильдесхайм, Линген, Меппен. В 1814 году, по решению Венского конгресса и во многом благодаря усилиям Эрнста Мюнстера, фактически управлявшего делами Ганновера в последующие 1815—1831 годы, курфюршество Ганновер получает статус королевства и входит в Германский союз.
- 1826 — первое в континентальной Европе освещение улиц при помощи светильного газа.
- 1828 — в Ганновере умирает Шарлотта Кестнер, прототип Лотты в романе Гёте «Страдания юного Вертера».

В 1837 году на трон королевства Ганновер вступил герцог Камберлендский Эрнст Август (правил 1837—1851) — первый за сто с лишним лет правитель Ганновера, не являвшийся королём Великобритании и соответственно постоянно живущий в Германии.
- 1843 — первое железнодорожное сообщение между Ганновером и Лерте. Главный железнодорожный вокзал в Ганновере — первый вокзал в Германии, спланированный по «сквозной» схеме.
- 1851 — сорт розы «Victoria regia» впервые зацвёл в саду Херренхаузен.
- 1866 — Пруссия аннексирует королевство Ганновер. Город превращается в столицу прусской провинции Ганновер. Король Георг V покидает страну.
- 1887 — изобретение граммофона Эмилем Берлинером.
- 1902 — начало эксплуатации первого в мире самодвижущегося пожарного экипажа.
- 1905 — введён в строй первый конвейер в Германии на кондитерской фабрике фирмы «Бальзен».
- 1916 — начата эксплуатация среднегерманского судоходного канала на участке Рейн — Ганновер.
- 1924 — фирмой «Hanomag» начат серийный выпуск малолитражного автомобиля «Коммисброт». Начало радиовещания в Ганновере.
- 1928 — введение в строй шлюза им. Гинденбурга на Среднегерманском судоходном канале
- 1933 — приход к власти Национал-социалистов. Преследования и убийства коммунистов и социал-демократов. Запрет независимой прессы. Теодор Лессинг убит в изгнании.
- 1939 — около 60 тысяч человек из пленных заняты принудительным трудом на предприятиях города.
- 1943 — сооружение концлагерей в предместьях Ганновера: в Алеме, Лиммере, Мисбурге и в Штокене.
- 1944 — создание концлагеря в Лангенхагене.
- 1945 — массовый расстрел 154 человек на кладбище Зеельхорст.

Начиная с 1940 года союзнической авиацией было совершено 88 боевых вылетов на Ганновер, в результате город был разрушен на 90 %, погибло около 6 тысяч жителей Ганновера, потери среди военнослужащих вермахта, выходцев из Ганновера, составили 10 тысяч человек личного состава.
- 1946 — Ганновер находится в британской оккупационной зоне и становится столицей новооснованной земли Нижняя Саксония.
- 1946 — закладка «Ганноверского чуда» — новаторской концепции восстановления разрушенного города. Дальнейшее развитие концепции «Город для автомобиля».
- 1947 — первая Hannover Messe положила начало регулярным промышленным международным выставкам, открывшим для города новое поле экономической деятельности.
- 1952 — аэропорт Ганновер-Лангенхаген (HAJ) открыт для гражданской авиации.
- 1961 — официально объявлено об окончании восстановления разрушенного центра города.
- 1965 — начато строительство первой подземной линии скоростного трамвая.
- 1974 — в Ганновере проходят игры чемпионата мира по футболу.
- 1986 — формальное отделение выставки компьютеров CeBIT от Industriemesse.
- 1988 — в Ганновере проходят игры чемпионата Европы по футболу.

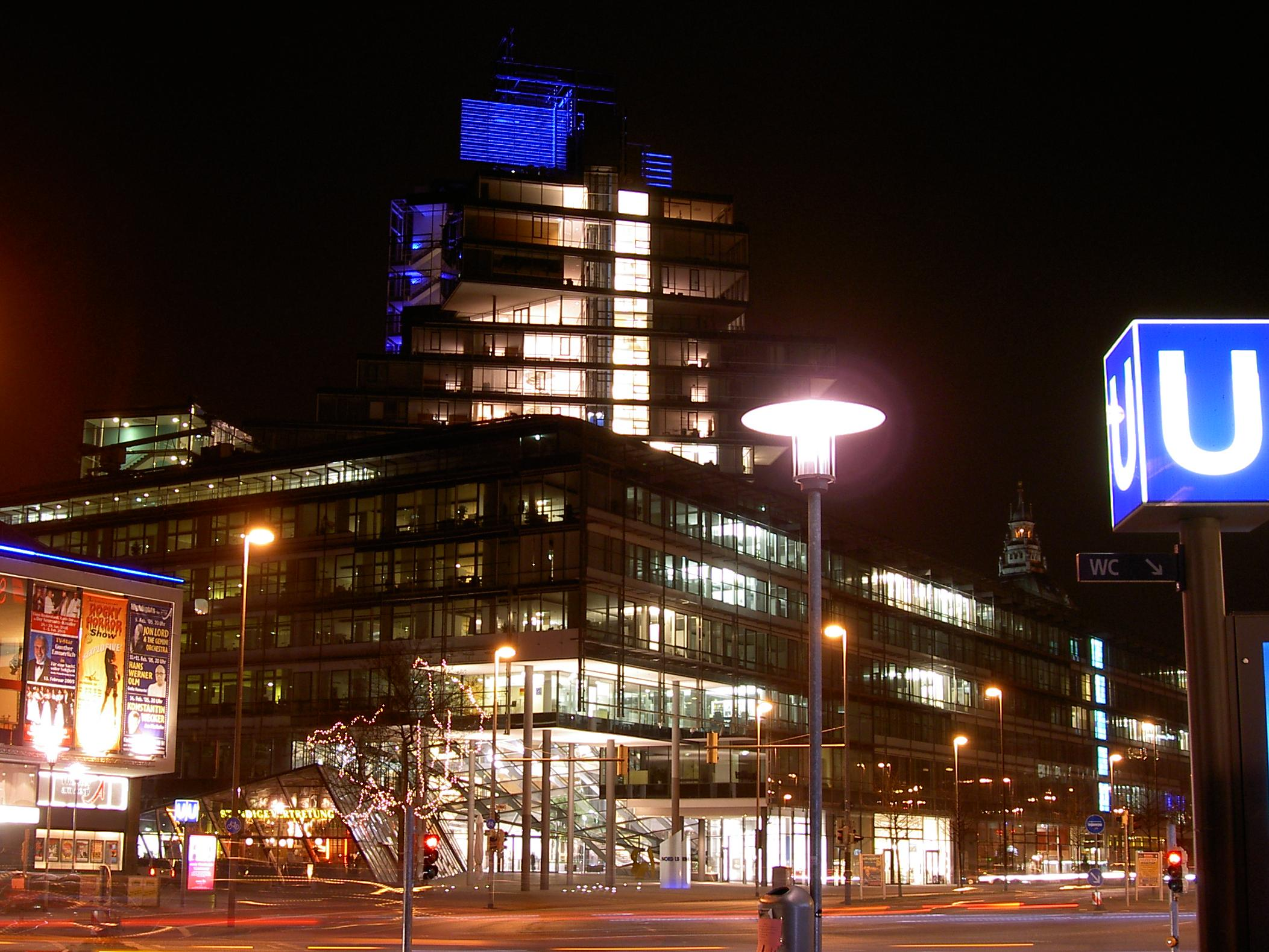
Новое здание Северонемецкого земельного банка (Norddeutsche Landesbank Nord/LB)

- 2000 — проведение всемирной выставки — и связанное с этим значительное обновление всей инфраструктуры города. Выбору Ганновера как места проведения выставки способствовал, в том числе, будущий федеральный канцлер Германии Герхард Шрёдер (тогда премьер-министр земли Нижняя Саксония), который и ныне проживает в Ганновере. В 2005 году в Ганновере прошла его церемония прощания с постом канцлера.
- 2001 — в Ганновере проходят игры чемпионата мира по хоккею, в том числе финал.
- 2006 — на реконструированном стадионе проходят предварительные игры и одна восьмая финала чемпионата мира по футболу.

## Достопримечательности

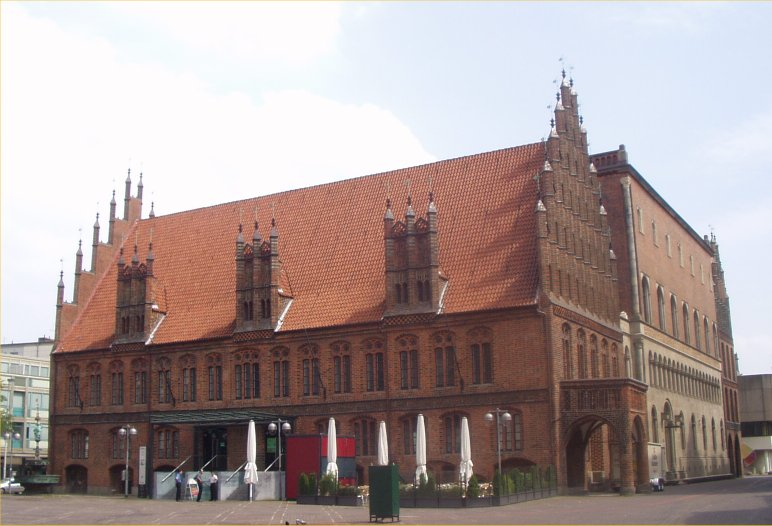
Старая городская ратуша

### Музей Шпренгеля
Музей Шпренгеля — художественный музей искусства XX века, располагается на площади Kurt-SchwItters-Platz. Открыт в 1972 году и расширен в 1992 году. Искусство 1900-х — 1930-х годов представлено произведениями Пикассо, Клее, Малевича, Швиттерса. Широко представлены сюрреалисты, дадаисты и экспрессионисты.

### Музей Августа Кестнера
Музей Августа Кестнера — музей истории культуры, расположен на площади Трамплац, дом 3. Представлено греческое и египетское искусство, произведения древних римлян и этрусков, а также ремесленные изделия, начиная от Средних веков до наших дней. Здание выглядит современно, но это всего лишь оболочка, покрывающая неоклассическое здание 1889 года.

### Музей земли Нижняя Саксония
Расположен на площади Вилли Брандта, 5. В музее четыре отдела: живопись и скульптура от XI века до импрессионистов; естественная история (геология, зоология и превосходный аквариум); очень богатое собрание доисторического периода; этнологический отдел (экспонаты со всех континентов). Три вышеупомянутых музея находятся неподалёку друг от друга, в центре города, вокруг новой ратуши (нем. Neues Rathaus).

### Большой сад
Большой сад в районе Херренхаузен, гордость Ганновера, представляет собой великолепный сад в стиле Барокко, по образцу Версаля, заложенный в 1666—1714 годах. Дворец, служивший летней резиденцией герцогам Ганноверским, был разрушен в 1943 году. Разрушения избежали два красивых здания — оранжерея и галерея. Летом здесь дают театральные и музыкальные представления, устраивают фейерверки.
В восстановленном после 1945 года дворце герцогов находится Музей имени Вильгельма Буша, выдающегося художника-сатирика конца XIX века. Музей обладает огромной коллекцией карикатур не только В. Буша, но многих художников прошлого и настоящего времени.

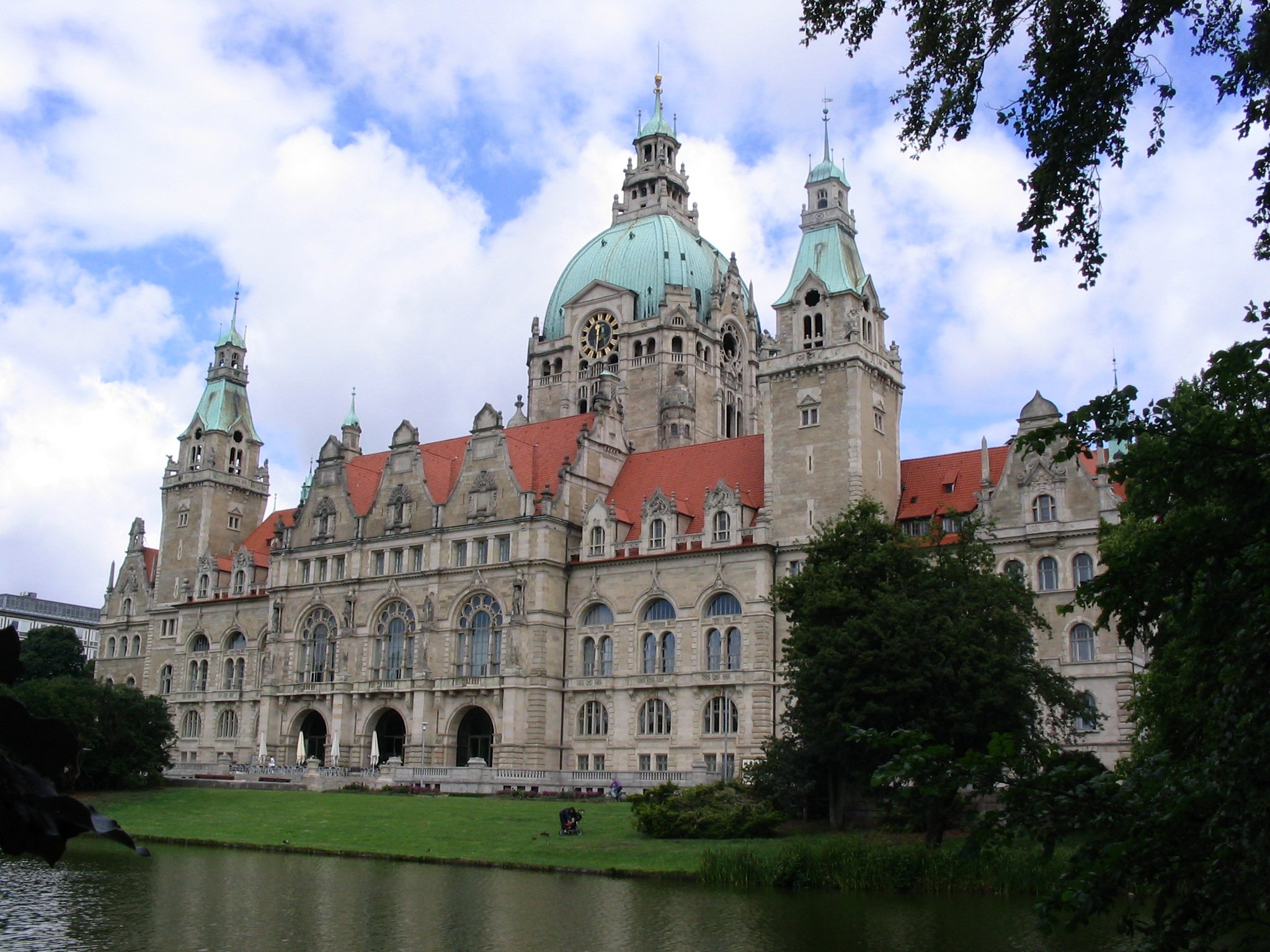
Новая городская ратуша

### Новая ратуша
Новая ратуша — здание городского управления, выстроенное в 1901—1913 годах.

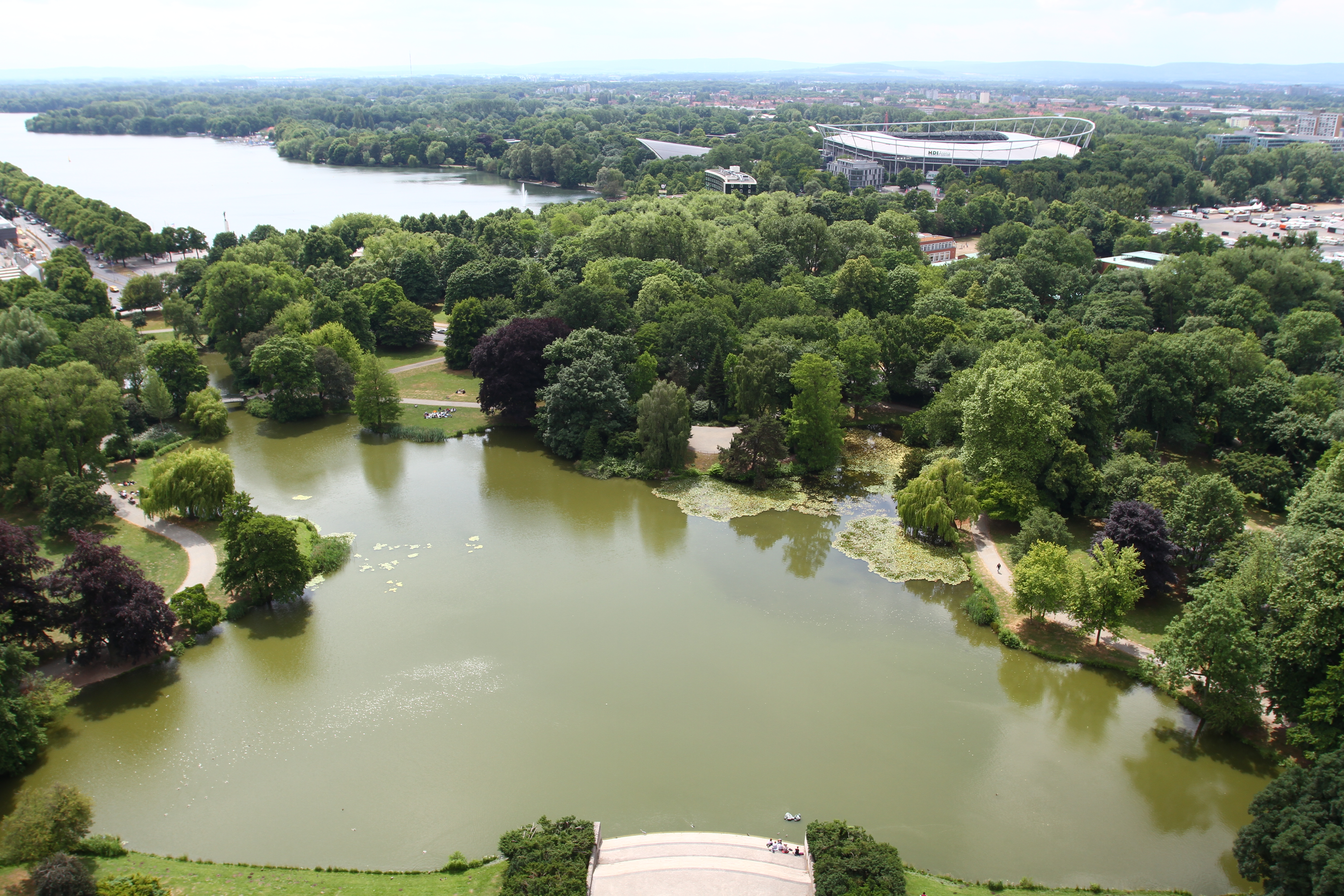
Озеро Машзее

### Озеро Машзее
Машзее — искусственное озеро, созданное в 1934—1936 годах на месте болота. Город планировал создать здесь озеро ещё во времена Веймарской республики (1918—1933), но тогда проект не был осуществлён. Инициативу подхватили нацисты в идеологических целях, провозглашая такие лозунги, как культ коллективных мероприятий, народ, обретающий счастье в труде, здоровый досуг. На берегу озера возвышаются колонна и скульптура, напоминающие о той эпохе. В основании колонны угрожающий немецкий орёл и пустой круг, ранее украшенный фашистской свастикой. Летом каждый час отходит прогулочный катер. Возле Машзее находится кладбище советских военнопленных, на котором установлен мемориал, автором которого является скульптор Николай Мухин-Колода.

### «Красная нить»
«Красная нить» — туристический маршрут протяжённостью 4,2 км, охватывающий основные достопримечательности города. Маршрут начинается от Главного железнодорожного вокзала, от конной статуи короля Эрнста Августа на одноимённой площади. Первый участок пути — к площади Крёпке (нем. Kröpcke). Эта площадь — главный перекрёсток Ганновера. Здесь проходят народные гулянья и политические митинги. На нижнем уровне площади располагается «Роза ветров» указывающая расстояние от Ганновера до главных городов мира. Под площадью проходит оживлённая торговая улица, соединяющая под землёй главный вокзал и станцию метро Крёпке — главный пересадочный узел.

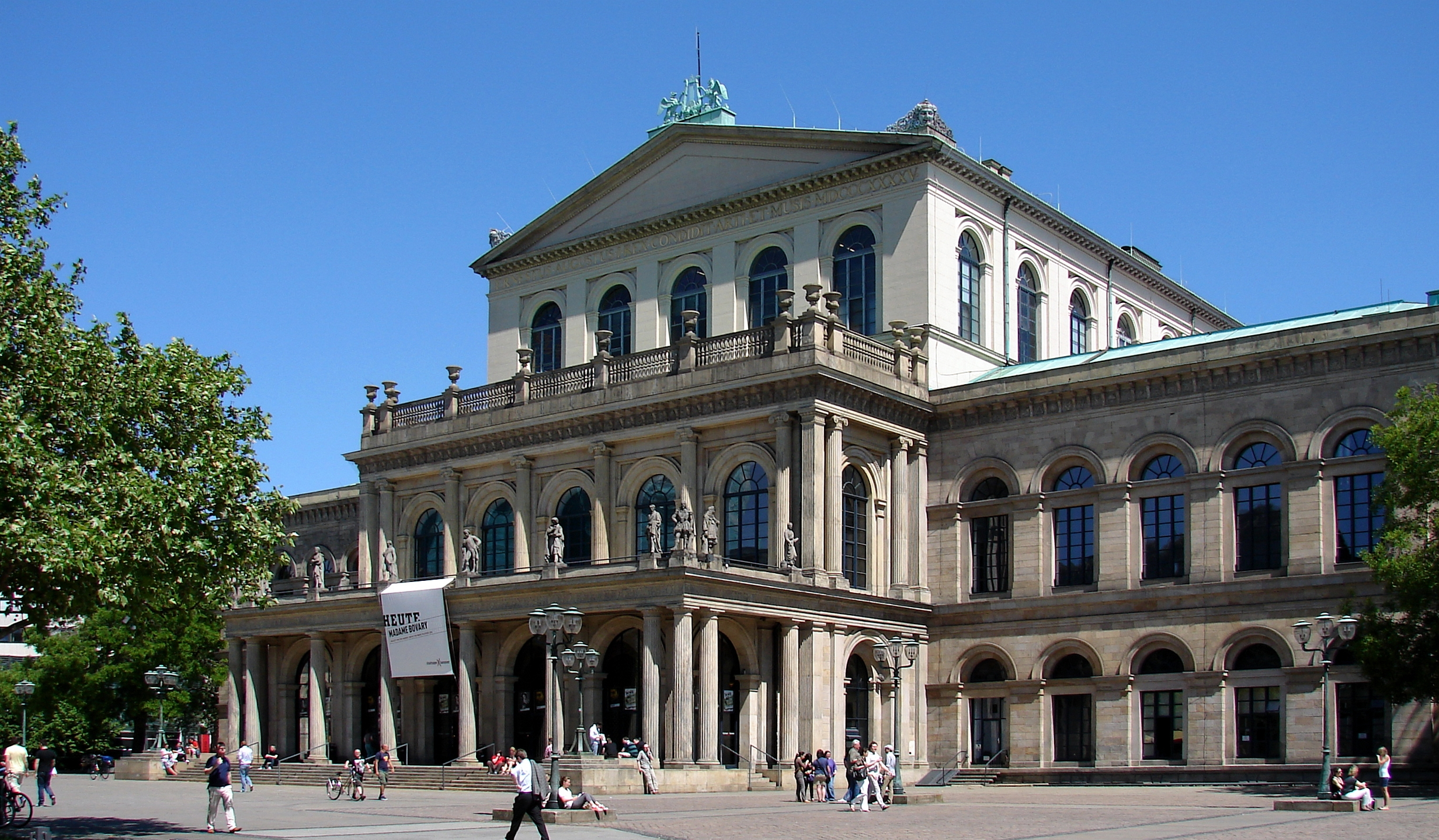
Оперный театр

### Оперный театр
Расположен на Оперной площади, 1. Одно из зданий, построенных в неоклассическом стиле придворным архитектором Георгом Людвигом Лавесом (1814—1864), внёсшим значительный вклад в создание облика города.

### Башня Бегинок
На набережной Ам-Хоэн-Уфер (нем. Am Hohen Ufer) начиная с X века стали строиться первые дома. Отсюда же пошло и название города. Башня Бегинок известна с 1357 года.

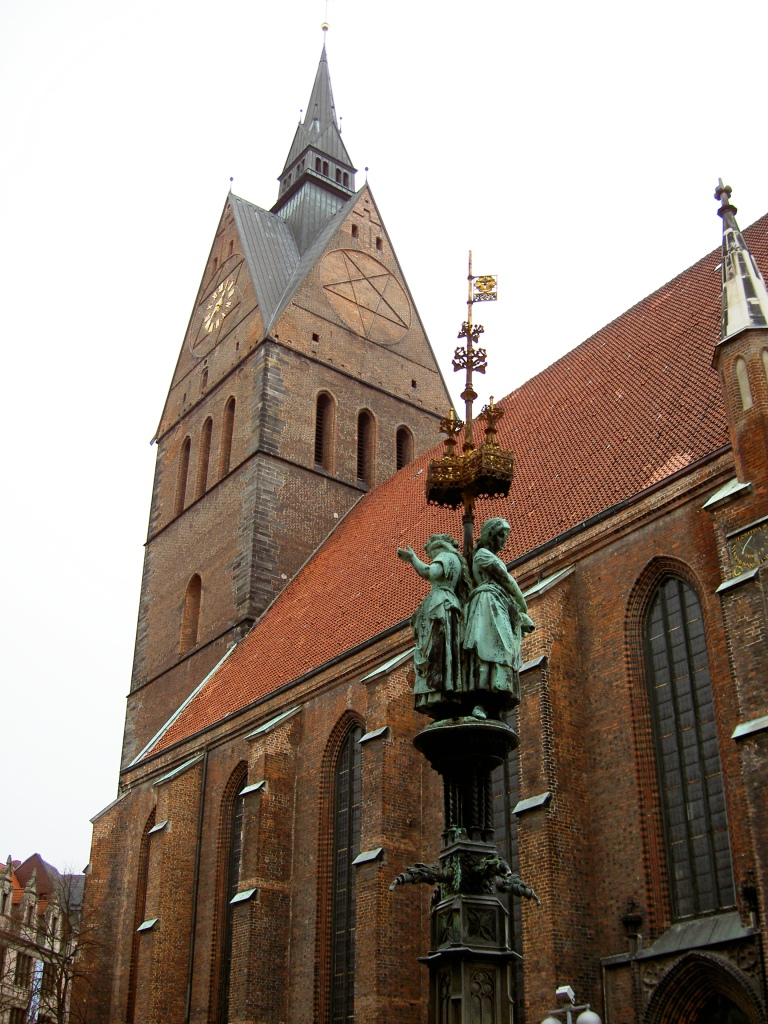
Рыночная церковь

### Рыночная церковь
Церковь XIV века в стиле кирпичной готики.

### Церковь Святого Эгидия
Построена в XIV веке, разрушена бомбардировками, её руины сохраняются как памятник войны. В церкви находится большой колокол, который японский город Хиросима подарил городу в честь годовщины Второй мировой войны.

### Старая ратуша
Старая Ратуша (Altes Rathaus) — первая ратуша Ганновера, старейшее городское общественное здание.

### Дом Лейбница
Дом Лейбница (нем. Leibnizhaus) — восстановленное в XX веке здание 1499 года постройки. Дом носит имя великого учёного Лейбница, который жил в нём с 1698 по 1716 год.

### Колонна Ватерлоо
Колонна 46 м высотой возведена архитектором Лавесом в 1832 году в память о победе над Наполеоном в 1815 году. В битве при Ватерлоо участвовали и войска из Ганновера.

### Зоопарк Ганновера
В зоопарке Ганновера содержится более 2000 зверей 200 видов, на территории 22 гектара.

### Парк Серенгети в Германии (Serengeti Safari Park)
Между Бременом и Ганновером находится Сафари парк Серенгети в Германии.
Площадь Serengeti Safari Park — свыше 200 гектаров. В этом парке совсем как в африканских сафари-парках, на свободе разгуливают жирафы, слоны, зебры, бизоны и носороги, а за едва заметными оградами скрываются грозные хищники, к примеру, африканские львы, леопарды или бенгальские тигры, поэтому ходить пешком тут запрещено.

### Башня Дёрен
Башня Дёрен — средневековая сторожевая башня.

## Здравоохранение
Одной из крупнейших клиник Ганновера является университетская клиника (МНН), которая известна своими научными достижениями не только в Нижней Саксонии, но и во всей Германии. Именно в этой клинике была разработана уникальная методика растущего сердечного клапана для детей с сердечными заболеваниями. Клиника принимает большое количество иностранных пациентов со всей Европы, а также из России, СНГ и Арабских Эмиратов. Университетская клиника Ганновера является государственным лечебным учреждением и поэтому финансируется из государственной казны.
Кроме университетской клиники, в Ганновере есть ещё несколько крупных медицинских центров различных видов собственности. Это прежде всего клиника северной части города Нордштад, больница восточного района Хайдехаус, клиническая больница Силоа и клиника кожных заболеваний Линден. Клиники региона Ганновер субсидируются также из церковных благотворительных фондов. К ним относятся такие известные клиники, как Фридерикен-клинника, в состав которой входит больница скорой медицинской помощи, клиника Генриетты и больница Винсента.

## Транспорт

### Железнодорожное сообщение

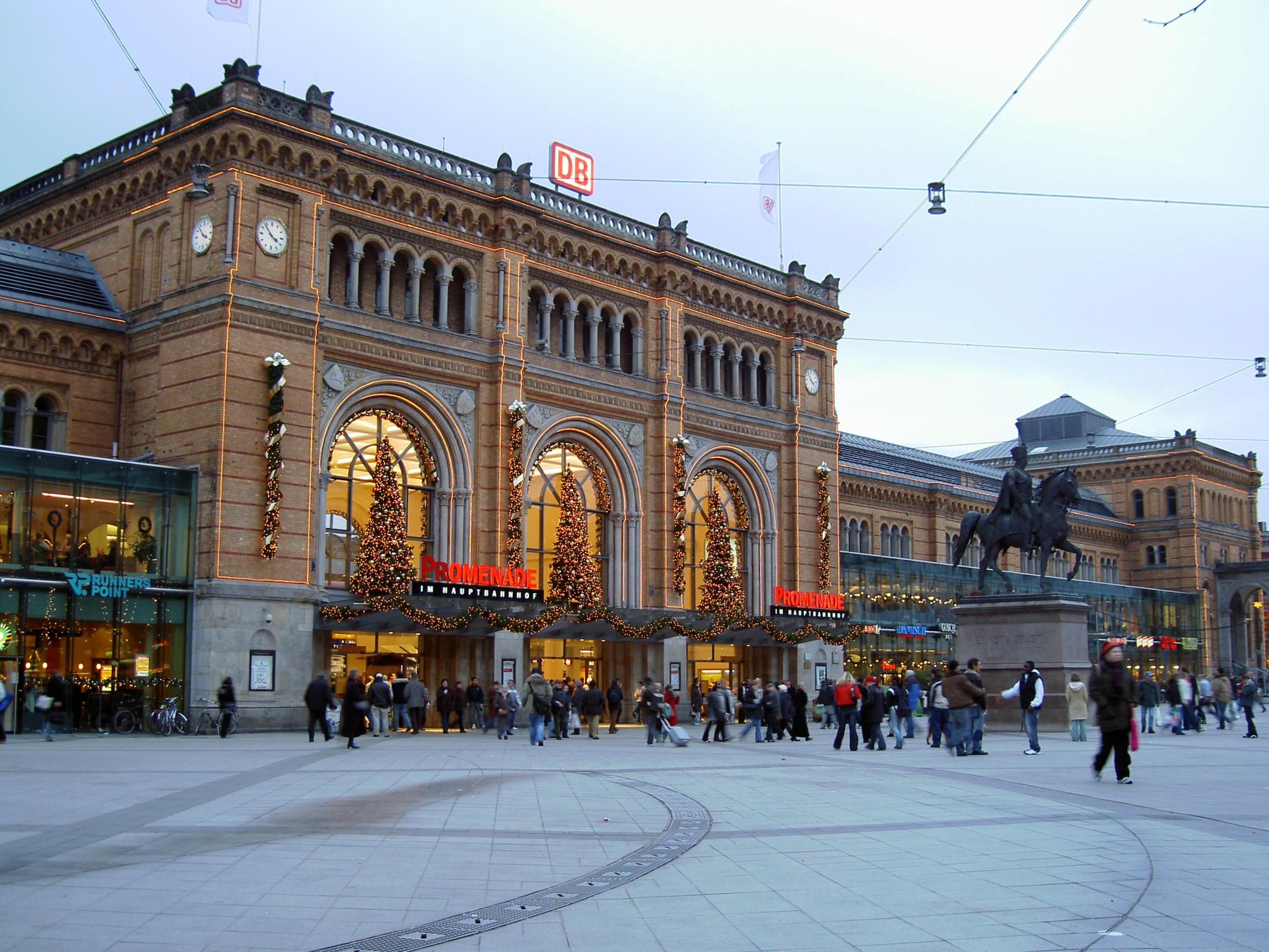
Железнодорожный вокзал

Ганновер — крупный железнодорожный узел на перекрёстке двух магистралей: Берлин — Амстердам и Гамбург — Мюнхен. Пропускная способность пассажирского вокзала составляет 250 тысяч человек в день (с учётом посетителей торгового центра расположенного в здании вокзала). Ежедневно отправляются 686 поездов, причём из них приблизительно 64 скоростных поезда ICE Deutsche Bahn.
В Ганновере располагалась одна из железнодорожных дирекций Deutsche Bundesbahn.
Развито пригородно-городское сообщение. Ганноверская внутригородская железная дорога (S-Bahn) обеспечивает прямое сообщение между международным аэропортом и выставочным комплексом (Messegelände).

### Автомобильное сообщение

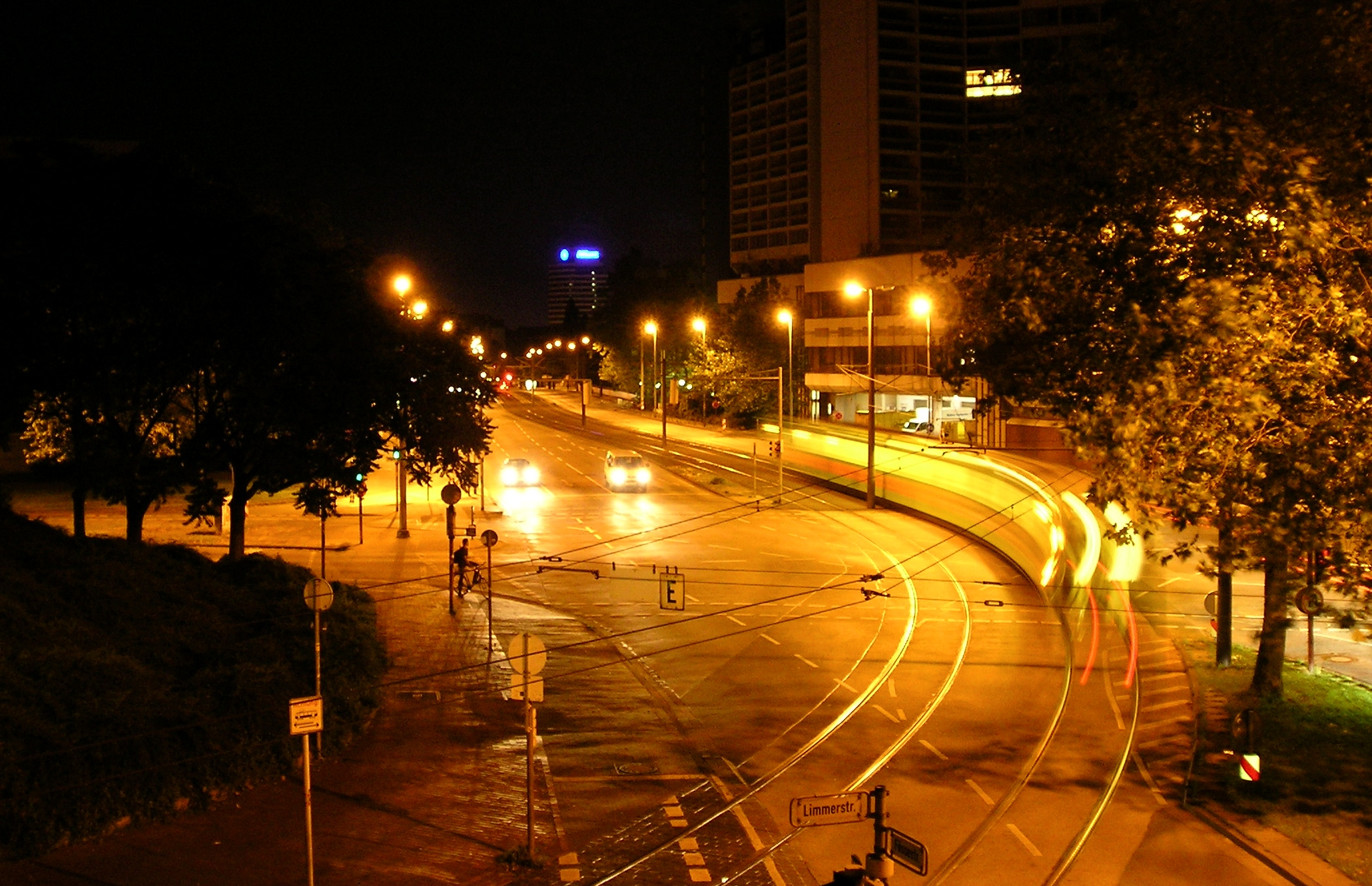

Через Ганновер проходят два федеральных автобана — А2/Е30 и А7/Е45. В городе развита сеть скоростных дорог. Парковка в центре города практически повсеместно платная. Имеется автовокзал для междугородного и международного сообщений — ZOB (Zentralomnibusbahnhof Hannover).

### Городской транспорт
Скоростной трамвай общей протяжённостью маршрутов около 167 км, из них около 20 км — подземного туннеля, автобусные маршруты.

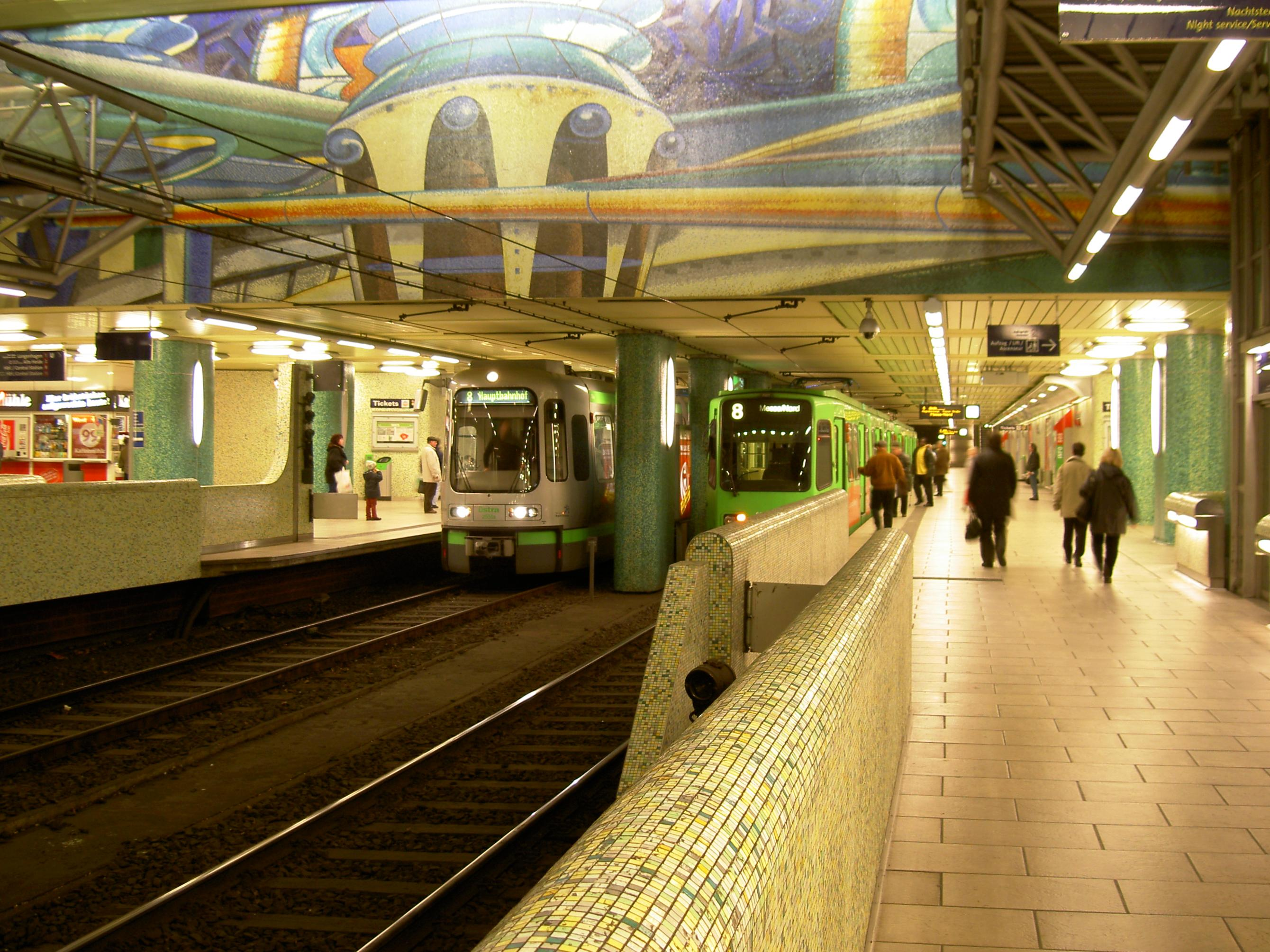
Скоростной трамвай на подземной станции Крёпке

Действителен единый проездной документ для обоих видов транспорта (частично действителен в пригородных поездах Deutsche Bahn AG) согласно тарифному договору GVH. Ганновер и округа разделены на тарифные зоны, оплата проезда зависит от количества зон и от срока действия билета/абонемента. Дневной билет, действительный в пределах городской черты, по состоянию на 1 марта 2020 стоит 5,80 евро.

### Авиационный транспорт
Международный аэропорт Ганновер-Лангенхаген (HAJ) связан с главным железнодорожным вокзалом Ганновера, а также с территорией выставочного комплекса линиями поездов
S-Bahn, воздушное сообщение со многими городами стран СНГ.

### Речной транспорт
Годовой объём перевозок речным транспортом составляет 2,8 млн т., навигация осуществляется по Среднегерманскому судоходному каналу.

## Известные уроженцы, жители и почётные граждане

### Известные уроженцы Ганновера[11]
- Арендт, Ханна (1906—1975) — немецко-американский философ еврейского происхождения, политический теоретик и историк, основоположник теории тоталитаризма.
- Аугштайн, Рудольф (1923—2002) — немецкий журналист, основатель знаменитого журнала «Шпигель», ответственным редактором которого он был на протяжении 55 лет.
- Бакмейстер, Иван Григорьевич (1732—1788) — немецкий библиограф, библиотекарь Российской академии наук.
- Берлинер, Эмиль (1851—1929) — американский изобретатель, создатель граммофона.
- Ведекинд, Франк (1864—1918) — немецкий поэт и драматург, предшественник экспрессионизма.
- Зандер, Отто (1941—2013) — немецкий актёр.
- Иффланд, Август Вильгельм (1759—1814) — немецкий актёр, драматург, режиссёр.
- Йордан, Паскуаль (1902—1980) — немецкий физик и математик.
- Лессинг, Теодор (1872—1933) — немецкий философ и публицист еврейского происхождения; одна из первых жертв нацизма.
- Линген, Тео (1903—1978) — немецкий комедийный актёр, режиссёр и писатель.
- Луиза Августа Вильгельмина Амалия Мекленбургская (1776—1810) — принцесса Мекленбург-Стрелицкая, супруга Фридриха Вильгельма III и королева-консорт Пруссии. Бабушка российского императора Александра II.
- Майне, Клаус (1948) — немецкий рок-певец, гитарист и поэт-песенник, вокалист группы Scorpions.
- Майер-Ландрут, Лена (1991) — немецкая певица, победительница международного песенного конкурса Евровидение-2010 в Осло.
- Мейергоф, Отто (1884—1951) — немецкий биохимик и врач еврейского происхождения, лауреат Нобелевской премии по физиологии и медицине.
- Похер, Оливер (1978) — немецкий телеведущий, комик.

См. также: список известных уроженцев Ганновера (нем.)

### Почётные граждане Ганновера
По состоянию на июнь 2016 года 150 человек были удостоены Памятной медали Ганновера. Двое из них в 1978 году были лишены этого звания как нацистские преступники (Адольф Гитлер и Бернгард Руст).
См. также: список почётных граждан Ганновера (нем.)

## Города-побратимы
1. Бристоль, Соединённое Королевство
2. Хиросима, Япония
3. Перпиньян, Франция
4. Руан, Франция
5. Познань, Польша
6. Блантайр, Малави,
7. Лейпциг, Германия[12]

Также в 1991 году заключён договор о дружбе с Ивановом, намеренно не подразумевавший партнёрских отношений.
1. Иваново, Россия